# Ramir Medir i Jofra
Ramir Medir i Jofra (Palafrugell, 1889 – 1974), relacionat professionalment amb l'administració i la indústria del suro, és conegut principalment com a autor del llibre Historia del gremio corchero (1953). Fou investigador de la història local i va donar a conèixer diferents episodis del passat als seus articles de la Revista de Palafrugell durant els anys seixanta i setanta. També va participar activament en la política local, va ser pioner en la promoció de la Costa Brava i va intervenir decisivament en la protecció i difusió del patrimoni documental de Palafrugell.

## Biografia
Ramir Medir Jofra, fill de Llorenç Medir Reixach i Nemèsia Jofra Forgas, i germà del mestre de dibuix, Lluís Medir Jofra, va iniciar els estudis bàsics als Maristes, on va ser company de Josep Pla. De jove compaginà els estudis amb el treball al negoci familiar de fabricació de taps. Medir s'interessà per les lletres, la cultura i la història. Començà a col·laborar al diari La Crònica Arxivat 2012-08-31 a Wayback Machine., i als 31 anys va ser ponent del Costumari català, redactat per la Mancomunitat de Catalunya. S'especialitzà en els assumptes legals i judicials, que li van permetre primer, entrar com a auxiliar a la notaria de Palafrugell i més tard obtenir el títol de secretari de jutjat, càrrec que exerciria a l'Ajuntament de Mont-ras durant la Guerra Civil. Va exercir de secretari i d'assessor legal de diverses entitats i particulars. Els empresaris surers el varen escollir com a responsable de la seva agrupació; fruit del seu treball en aquest àmbit seria el llibre de referència "Historia del gremio corchero" (1953). Pel que fa a la política, de ben jove s'implicà amb el republicanisme, però evolucionà cap a posicions conservadores; l'any el 5 de febrer de 1961 va ser designat primer tinent d'alcalde de l'Ajuntament de Palafrugell i president de l'àrea de governació fins al 5 de febrer de 1967. Ramir Medir també va ser pioner en la promoció de la Costa Brava, va intervenir decisivament en la protecció i difusió del patrimoni documental de Palafrugell i, com a historiador local, va col·laborar en la Revista de Palafrugell.
El fons documental de Ramir Medir ha estat conservat per Montserrat Medir Costa fins al seu ingrés a l'Arxiu Municipal de Palafrugell, complint la voluntat que li havia expressat el seu pare. Part de la biblioteca la continua conservant la família.